# Thraulodes speciosus
Thraulodes speciosus är en dagsländeart som beskrevs av Jay R. Traver 1934. Thraulodes speciosus ingår i släktet Thraulodes och familjen starrdagsländor. Inga underarter finns listade i Catalogue of Life.